# Beilschmiedia natalensis
Beilschmiedia natalensis là loài thực vật có hoa trong họ Nguyệt quế. Loài này được J.H.Ross miêu tả khoa học đầu tiên năm 1973.